# Панова, Бьянка
Бья́нка Бенова Пано́ва (болг. Бианка Бенова Панова; 27 мая 1970, София, Болгария) — болгарская спортсменка, представляла художественную гимнастику в индивидуальном разряде. Многократная чемпионка мира.

## Биография
Её первым тренером была Вера Томова в софийском гимнастическом клубе «Левски». Первоначально она оценивалась как «неперспективная». Только благодаря работе Томовой и упорству самой Бьянки были достигнуты высокие спортивные результаты.
Начиная с августа 1982 года, с подачи главного тренера Нешки Робевой Бьянка Панова была включена в национальную сборную.
Бьянка Панова первая спортсменка в художественной гимнастике, которая завоевала на чемпионате мира (Варна, 1987) пять золотых медалей — индивидуальное многоборье, лента, булавы, обруч, скакалка, с оценкой 40.00 баллов. Стиль Пановой отличался техничностью и изяществом.
В 1988 году выступила на Олимпийских играх в Сеуле, где заняла 4 место, набрав 59,725.
Бьянка, закончив спортивные выступления в 1989 году, стала тренером в Италии, где она тренировала национального чемпиона — Катю Петросанти (первая, до 2018 года единственная итальянка-«художница», получившая медали на мировом первенстве). В 2018 году бронзу в упражнении с мячом завоевала Александра Аджиурджиукулезе.
С 1993 года Бьянка Панова проживает и занимается тренерской работой в Бельгии. Проживает и занимается тренерской работой в Сингапуре.